# Raimundas Palaitis
Raimundas Palaitis (ur. 23 października 1957 w Połądze) – litewski matematyk i polityk, samorządowiec, poseł na Sejm Republiki Litewskiej (2000–2008), w latach 2008–2012 minister spraw wewnętrznych.

## Życiorys
W 1980 ukończył studia matematyczne na Uniwersytecie Wileńskim, naukę kontynuował na studiach doktoranckich w instytucie cybernetyki matematycznej tej samej uczelni. Od 1980 pracował jako informatyk w centrum obliczeniowym filii kowieńskiego instytutu kardiologicznego w Połądze. W latach 1989–1992 pracował w centrum informatycznym w Połądze. Na początku transformacji ustrojowej założył własną firmę komputerową, później zajął się działalnością w obszarze finansów na terenie Kłajpedy. W latach 1997–2000 był dyrektorem spółki akcyjnej działającej na rynku papierów wartościowych.
W 1994 przystąpił do Litewskiego Związku Liberałów. Rok później wszedł po raz pierwszy w skład rady miejskiej w Połądze. Mandat odnawiał w latach 1997, 2000 i 2007. Od kwietnia 2000 do listopada 2000 pełnił funkcję burmistrza tego miasta.
W wyborach w 2000 został wybrany posłem na Sejm z okręgu nadmorskiego. Był wiceprzewodniczącym komisji budżetowo-finansowej oraz istniejącej od 2003 frakcji poselskiej Związku Liberałów i Centrum. Od tego też roku pozostawał członkiem LiCS. W 2004 z powodzeniem ubiegał się o poselską reelekcję. W nowej kadencji wybrano go wiceprzewodniczącym komisji ds. rybołówstwa oraz gospodarki morskiej, kontynuował pracę jako wiceprzewodniczący frakcji liberalno-centrowej w parlamencie.
W 2008 z listy liberałów-centrystów bez powodzenia ubiegał się o reelekcję, przegrywając w swoim okręgu z konserwatystą Pranasem Žeimysem. W koalicyjnym rządzie Andriusa Kubiliusa w tym samym roku objął tekę ministra spraw wewnętrznych. W połowie lutego 2012 odwołał dyrektora Służby ds. Badania Przestępstw Finansowych Vitalijusa Gailiusa i jego zastępcę Vytautasa Giržadasa w związku z podejrzeniem rozpowszechniania poufnych informacji. Decyzji Raimundasa Palaitisa nie poparł premier, który zażądał jego dymisji. W odpowiedzi Związek Liberałów i Centrum zagroził opuszczeniem koalicji. 19 marca 2012 partie koalicyjne osiągnęły porozumienie, na mocy którego zobowiązano ministra do rezygnacji ze stanowiska. 21 marca Raimundas Palaitis podał się do dymisji. W tym samym roku ponownie bez powodzenia kandydował do Sejmu.

## Odznaczenia
- Medal Rady Bałtyckiej – 2006[4]